# Hossein Alizâdeh
Hossein Alizâdeh (em persa: حسین علیزاده :  ) é um  músico, compositor, conservador de radif, pesquisador, professor, instrumentalista de tar e setar e improvisador iraniano. Tem tocado com músicos como Shahram Nazeri, Madjid Khaladj, e Jivan Gasparyan, bem como com um número de orquestras e conjuntos.

## Carreira
Alizâdeh nasceu em 1951 em Teerão, de pai (de Urmia) e mãe persa (de Arak). Como adolescente frequentou a escola secundária num conservatório de música até ao ano de 1975. Os seus estudos de música continuaram na Universidade de Teerão, onde o seu foco era a composição e o rendimento. Começou os estudos de pós-graduação na Universidade de Arte de Teerão. Após a Revolução Iraniana, retomou os seus estudos na Universidade de Berlim, onde estudou composição e musicologia.
Alizâdeh toca o tar e setar. Tem realizado apresentações com duas orquestras nacionais, bem como com o Conjunto Aref, o Conjunto Shayda, e os Maestros da Música Persa. Na Europa, a sua primeira actuação profissional foi com a orquestra da Companhia Bejart Ballet numa actuação de ballet de Maurice Béjart chamado Golestán.

## Prémios
Foi nomeado para o Prémio Grammy 2007, juntamente com o músico arménio, Djivan Gasparyan, pelo seu álbum de colaboração, The Endless Vision. Em 2008, foi votado como o "mais distinto músico do ano" em Irão.
Em 28 de novembro de 2014 negou-se a aceitar a alta distinção francesa da arte, a Legião de Honra.

## Obras

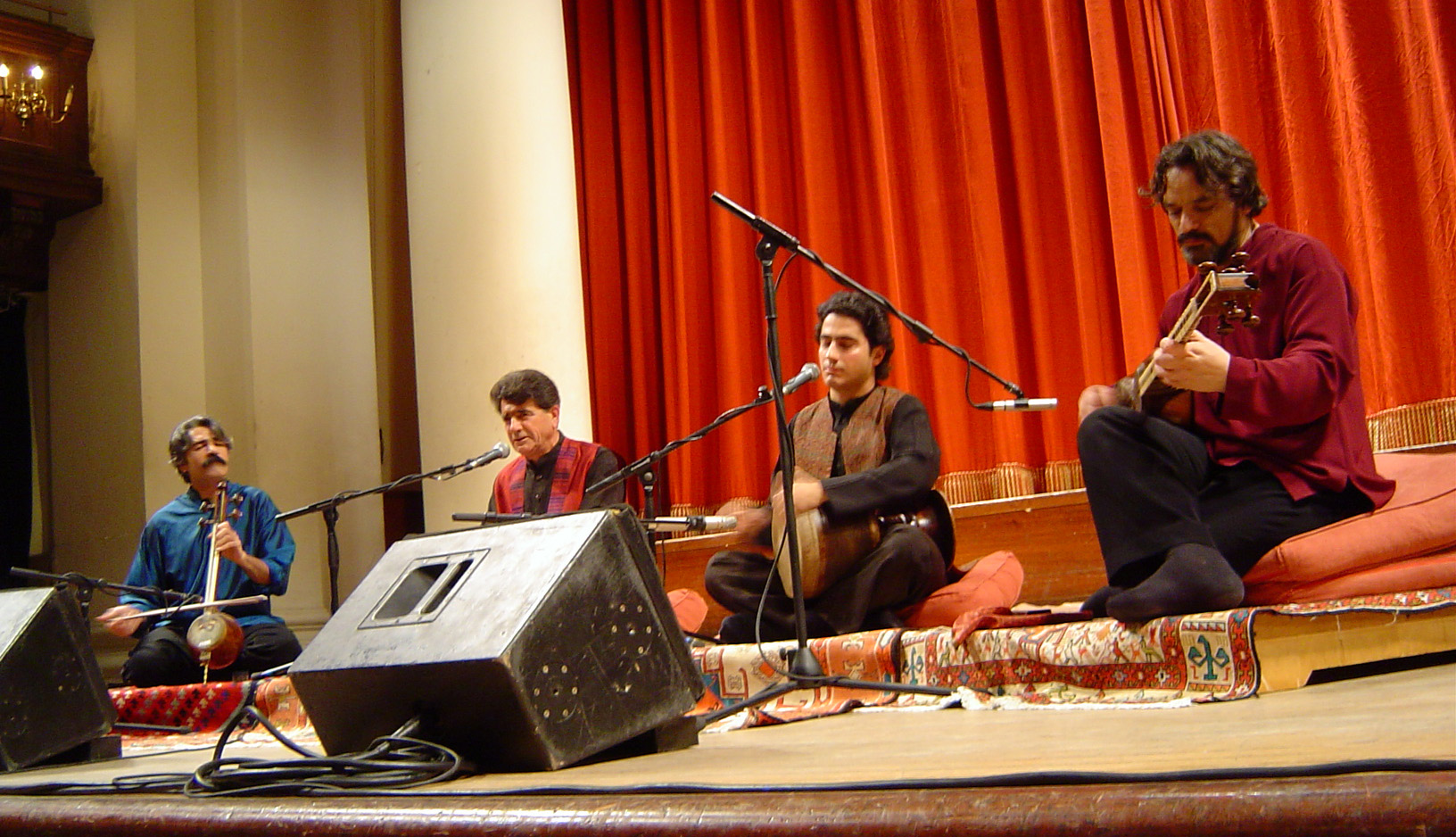
Alizadconcierto em Londres. Da direita para a esquerda: Alizadeh, Homayoun Shajarian, Mohammad-Reza Shajarian e Kayhan Kalhor

- 2014 - Eşqim Gəl, com Hamavayan Conjunto (idioma azerbaiyano)[5]
- 2010 – Lugar de Nascimento da Terra, com  Conjunto Hamavayan.[6]
- 2009 – A Metade Da Lua.[7]
- 2009 – Ecos de Luz com Madjid Khaladj.[8]
- 2007 – Ode Às Flores, com Conjunto Hamavayan.[9]
- 2006 – um Sinfín de Visão, com Djivan Gasparyan[10]
- 2005 – As Aves, com Madjid Khaladj e Homa Niknam.[11]
- 2005 – Faryad (O Grito), com MR Shajaian, Keyhan Kalhor e H Shajarian, Povo Mundial da Música[12]
- 2003 – Sallaneh, Instituto Mahoor[13]
- 2002 – Bi A Ser Sar Nemishavad (Sem Ti), MR Shajarian, Keyhan Kalhor e Homayoun Shajarian, Povo Mundial da Música
- 2001 – El & Bayat-e Tork com Hossein Omumi, M Ghavihelm, Instituto Mahoor
- 2000 – Zemestan ast (É Inverno), Mehdi Akhavan de Vendas: Poemas MR Shajaian: Vozes Hossein Alizadeh: Tar Keyhan Kalhor: Kamancheh H Shajarian: Voz & tombak Soroush Co.[14]
- 1999 – Raz-e No (Novela de Mistério), Hossein Alizadeh: Compositor, Tar, Tanbur Mohsen Keramati, Afsaneh Rasayi, Homa Niknam, Ali Samadpour: Vozes Daryush Zargari: Tombak Instituto Mahoor[15]
- Paria, Qesseh-ye Dokhtara-ye Nane Darya (Paria, história das Filhas da Mãe do Mar)
- 1996 – Sobhgahi Hossein Alizadeh: Compositor Mohsen Karamati: Vozes Instituto Mahoor
- 1995 – Musique iranienne: improvisaciones (کنسرت بداهه نوازی : نوا و همایون ): H. Alizadeh: tar & setar; Madjid Khaladj: tombak, Buda Registros
- 1994 Paykubi Hossein Alizadeh: Setar Daryush Zargari: Tombak Instituto Mahoor
- 1993 – Hamnavaei Hossein Alizadeh: Tar Arshad Tahmasbi: Tar Dariush Zargari: Tombak Instituto Mahoor
- 1991 – Ava-ye Mehr (Canção de Compaixão), Hossein Alizadeh: Compositor da Orquestra de Instrumentos Autóctones do Irão
- 1990 – Não há Bang-e Kohan (Antigo Telefonema-de Novo) Instituto Mahoor
- 1988 – Shourangiz (Canção de Compaixão), Hossein Alizadeh: Compositor Sheyda e Aref Grupos de Shahram Nazeri: Vozes Mahoor Instituto
- 1989 – Torkaman, Hossein Alizadeh: Setar Instituto Mahoor
- 1988 – Raz-o-Niaz, Hossein Alizadeh: Compositor Sheyda e Aref Grupos de Alireza Eftekhari: Vozes Instituto Mahoor
- 1986 – Sonho
- 1983 – NeyNava, Hossein Alizadeh: Compositor de Corda da Orquestra Nacional da Rádio e a Televisão do Irão Djamshid Andalibi: Ney Solista
- 1983 – Osyan (Revolta)
- 1977 – Hesar
- 1977 – Savaran-e Dasht-e Omid (Ginetes da Planície da Esperança)

## Partituras de filmes
- O Canto dos Gorriones, 2008.[16]
- A Metade Da Lua, 2006.
- As tartarugas podem voar, 2004.
- Abjad ("Primeira Carta"), 2003, composta por Abolfazl Jalili.
- Zamani baraye masti asbha ("Um Tempo para os Cavalos Bêbados"), 2000.
- Doxtarân e xorshid ('Filhas do Sol"), dirigida por María Shahriyâ, 2000.
- Gabbeh, 1995.
- Del Shodegân dirigida por Ali Hatami, 1992.
- Az Um'sar, ("Há Eones")